# OLY
OLY ist ein Ehrentitel in Form eines Kürzels als Namenszusatz, welches seit Ende 2017 von der World Olympians Association im Auftrag des Internationalen Olympischen Komitees verliehen wird. Es handelt sich dabei um eine Auszeichnung für Sportler, die aktiv an Olympischen Spielen teilgenommen haben. Kampfrichter, Betreuer oder Funktionäre sind von der Verleihung ausgeschlossen. Die Buchstabenfolge OLY wird als Postnominal nach dem Namen geführt.